# Nazario Sauro (cacciatorpediniere)
Il Nazario Sauro è stato un cacciatorpediniere della Regia Marina.

## Nome
Il battello prende il suo nome dal tenente di vascello Nazario Sauro, medaglia d'oro al valor militare, patriota ed esponente dell'irredentismo italiano del primo conflitto mondiale.

## Storia
Nel 1927 fu accidentalmente speronato da un vaporetto a La Spezia. Nel 1933 subì lavori di modifica che comportarono l'imbarco di una centrale di tiro. Nel 1935, in previsione del suo trasferimento in Mar Rosso, fu sottoposto ad ulteriori lavori per climatizzarne i locali: in seguito a tali lavori la velocità scese da 35 a 31,7 nodi, e l'autonomia alla velocità di 14 nodi da 2600 a 2000 miglia. Nel 1936-1937 partecipò alla guerra di Spagna. Fu dislocato in Mar Rosso nel 1938.
All'entrata dell'Italia nella seconda guerra mondiale faceva parte della III Squadriglia Cacciatorpediniere con base a Massaua, insieme ai gemelli Battisti, Nullo e Manin. Fu impiegato in missioni di intercettazione dei convoglio britannici in navigazione nel Mar Rosso ed effettuò circa dieci missioni di questo tipo, senza successo. Nella notte tra il 24 ed il 25 agosto 1940 fu inviato, unitamente al gemello Nullo, alla ricerca di navi avversarie, ma non ne trovò.
Il 21 ottobre 1940, nel corso di un'altra missione di intercettazione del traffico nemico, attaccò, alle 2.19 di notte, insieme ai gemelli Nullo, Battisti e Manin ed ai più grossi cacciatorpediniere Leone e Pantera, il convoglio britannico «BN 7», composto da 32 mercantili con la scorta dell'incrociatore leggero HMNZS Leander, del cacciatorpediniere HMS Kimberley e degli sloops Yarra (australiano), Auckland (britannico) e Indus (indiano). Il Sauro cercò di silurare alcuni mercantili, senza riuscirci; una delle sue armi, probabilmente, mancò di poco lo Yarra. Il combattimento divenne sfavorevole alle navi italiane, che dovettero rinunciare all'attacco e ripiegare coprendosi la ritirata con una cortina fumogena, mentre il Nullo, rimasto isolato e rallentato da un'avaria al timone, fu affondato dopo un violento scontro con il Kimberley.
Il 3 dicembre fu inviato – assieme a Tigre, Leone e Manin ed al sommergibile Ferraris – alla ricerca di un convoglio, che non venne però individuato. Nel febbraio 1941 il Sauro attaccò nuovamente con i siluri dei trasporti nemici, ancora una volta infruttuosamente.
Si fece poi evidente l'ormai imminente caduta dell'Africa Orientale Italiana. In vista della resa di Massaua, fu organizzato un piano di evacuazione delle unità dotate di grande autonomia (mandate in Francia od in Giappone) e di distruzione delle restanti navi. I 6 cacciatorpediniere che formavano le squadriglie III (Battisti, Sauro, Manin) e V (Tigre, Leone, Pantera) non avevano autonomia sufficiente a raggiungere un porto amico, quindi si decise il loro impiego in una missione suicida: un attacco con obiettivi Suez (Tigre, Leone, Pantera) e Porto Said (Sauro, Manin, Battisti). Se non fossero state in grado di proseguire, le unità non sarebbero rientrate a Massaua (dove peraltro non avrebbero avuto altra sorte che la cattura o l'autoaffondamento, in quanto la piazzaforte cadde l'8 aprile 1941), ma si sarebbero invece autoaffondate.
La V Squadriglia partì per la sua missione il 31 marzo, ma questo primo tentativo abortì quasi subito perché il Leone andò ad incagliarsi e, sviluppatosi un incendio indomabile a prua, dovette essere autoaffondato. La missione fu quindi riorganizzata perché era venuta a mancare una prevista azione diversiva della Luftwaffe contro Suez: tutte le unità avrebbero attaccato Porto Said.
Il 2 aprile 1941, alle due del pomeriggio, i cinque cacciatorpediniere lasciarono definitivamente Massaua. Il Battisti dovette autoaffondarsi per un'avaria ai motori, mentre il resto della formazione proseguì sebbene avvistato da ricognitori: all'alba del 3 aprile, giunte ad appena una trentina di miglia da Porto Said, dopo una navigazione di 270 miglia, le quattro navi furono massicciamente attaccate da circa 70 bombardieri Bristol Blenheim ed aerosiluranti Fairey Swordfish che arrivarono ad ondate. Rotta la formazione, i cacciatorpediniere proseguirono navigando a zig zag ed aprendo il fuoco con le armi contraeree, ma intorno alle 7.30 gli aerei iniziarono a prendere di mira il Sauro ed il Manin, più piccoli e vulnerabili, danneggiandoli (Tigre e Pantera ripiegarono e, attaccati anche da navi, si autoaffondarono al largo delle coste arabe) Alle 9 del mattino una bomba da 224 kg centrò il Sauro: la nave s'inabissò in appena mezzo minuto, nel punto 20° N e 30° E.
Perirono 78 uomini dell'equipaggio del Sauro.